# Guns N' Roses
Guns N' Roses (транскр.  Ганс ен’ роузиз — досл. „пиштољи и руже”) америчка је хард-рок група, коју су у Лос Анђелесу у јуну 1985. основали певач Аксл Роуз, гитаристи Трејси Ганс и Изи Стредлин, басиста Оле Бејх (којег је касније заменио Даф Макејган) и бубњар Роб Гарднер. Име бенда је настало спајањем имена две групе из којих су оригинални чланови дошли: Hollywood Rose и L.A. Guns. Њихова музика, у то време јединствена је била, мешавина панка, блуза и глама. Бенд важи за један од најутицајнијих и комерцијално најуспешнијих рок бендова свих времена.

## Историја

### Почеци раних ’80-их
Историја групе почиње почетком ´80-их, када су се школске колеге Аксл Роуз и Изи Страдлин из свог родног града Лафајета, Индијани, доселили у велеград Лос Анђелес. Године 1983. Аксел и Страдлин су основали бенд „Роуз“ (енгл. Rose) који је касније преименован у „Холивуд Роуз“ (енгл. Hollywood Rose), а остали чланови су били: гитариста Крис Вебер, басиста Андре Рокс и бубњар Џони Крејс. Годину дана касније разилазе се и Аксл приступа „Ел-еј гансима“, а Страдлин бенду „Лондон“, да би се 1985. године поново ујединили под именом „Ганс ен роузис“.
Ганс и Гарднер су напустили бенд исте године, а њих су заменили познаници Макејгана: Сол Хадсон - Слеш (водећа гитара) и Стив Адлер (бубњеви), који је пре свирао у бенду Роуд кру (енгл. Road Crew). С том поставом почињу да освајају публику и исте године издат је и албум у сопственој ограниченој (10.000 примерака) продукцији „Live ?!*@Like A Suicide“ на коме су биле и две обраде других бендова и две ауторске песме. Неколико година након издавања овог албума, откривено је да су Ганс ен роузис снимили све четири песме у студију, али су додали звук публике како би се створила атмосфера уживо.

### Касне ’80-те
Године 1986. позната издавачка кућа Гефен рекордс понудила је саставу уговор (истовремено је отворена и сарадња с независном продукцијском кућом Узи-Суисајд).
Крајем јула 1987. године излази албум Appetite For Destruction, који у почетку није био добро прихваћен и с омотом који је изгледао као сцена силовања. Након тога омот је промењен, а изворни је постао раритет и вредан код сакупљача. Но ни након тога продаја није забележила осетан пораст, све до објављивања видео-спота „Sweet Child O'Mine“ на МТВ-у. У августу 1988. албум је доспео на бр. 1 америчке топ-листе албума са продатих 20 милиона примерака. Тако су песме с тог албума "Welcome to the Jungle", "Paradise City" и "Sweet Child O'Mine" биле у првих десет синглова на Билборд листи. До данас је Appetite for Destruction најбоље продаван дебитантски албум свих времена.
Након велике турнеје по Сједињеним Америчким Државама, у јесен 1988. године уследио је позив на фестивал Монстерс оф рок (енгл. Monsters of Rock) у Европи на коме су наступали с осталим познатим групама као што су Ајрон мејден, Кис и Џудас прист.
Пажњу медија је почело да привлачи и понашање чланова бенда под утицајем дроге и алкохола (Макејган, Слеш и Адлер), а током концерта Монстерс оф рок у Уједињеном Краљевству погинула су два обожаваоца за време скакања и гурања, међутим Ганси нису сазнали за тај трагичан догађај до краја концерта. Свеједно је састав за време Аppetite турнеје зарадио наслов „најопаснијег бенда на свету“.
Песма "Welcome to the Jungle" изашла је на саундтреку за филм The Dead Pool, петом филму о инспектору Харију Калахану познатијем као прљави Хари.
Исте године објављен је G´N´R Lies албум, заправо ЕП, с четири песме из ´86. г. и четири песме из ´88. г. одсвиране с акустичним гитарама ("Patience", "Used to love her", "You're Crazy", "One in a Million". Изворни назив албума је требало да буде Lies! The Sex, The Drugs, The Violence, The Shocking Thruth, што није одговарало издавачкој кући. Песма "One in a million" изазвала је жестоке критике због свог расистичког садржаја, а Слеш је на концертима одбијао да свира ту песму јер се и сам осећао погођеним с обзиром да је дете Афроамериканке и Јевреја. Све то ипак није пореметило успех састава и били су једини бенд 80-их година с истовремено два албума на првих пет.
У августу 1989. на аеродрому Финикс, Аризона, Изи Страдлин је ухапшен због кршења јавног реда, а Стив Адлер је имао проблема са прекомерним уживањем дроге, и крајем 1990. је због тога и избачен из бенда. Њега је замијенио Мет Сорум, бивши бубњар групе Калт и још се придружио Дизи Рид на клавијатурама.
То је био тежак период у коме су некако пребродили разне кризе и одржали четири концерта у Лос Анђелесу као предгрупа легендарним Ролингстонсима.

### Врхунац каријере (1991—1993)
Период највећих успеха започиње 23. јануара 1991. године наступом на фестивалу Рок у Рију у Рио де Жанеиру (Бразил). Након тога је у мају почела велика светска турнеја која је трајала пуних 28 месеци.
Гансе су и даље пратили разни инциденти, па тако и познати инцидент у Сент Луису, Мисури (енгл. St. Luis Incident), који се догодио 2. јулa, Аксел је скочио с позорнице на обожаваоца који је имао видео-камеру, међутим сведоци су потврђивали да Аксел никада није дохватио тог обожаватеља. Међутим након тога Аксел се вратио на позорницу, оптужио осигурање за пропусте и прекинуо концерт . Прекид концерта је изазвао праву буру негодовања, а нереди су завршили с повређенима. Последица свега је била да је састав остао без комплетне опреме, а Аксел је морао да одговара пред судом због узроковања тешких нереда. Овај случај је само потврдио лош глас групе као скандалозне и непоуздане, а и медији су се окренули против њих.
31.августа 1991. године наступају на Вемблију у Лондону, након чега Изи Стредлин напушта бенд (због све већег истицања Акселовог егоизма и управљања бендом), а замењује га гитариста Гилби Кларк
Напокон након дугих најава и током турнеје 17. септембра 1991. излазе Use Your Illusion I и Use Your Illusion II албуми. Ова два албума носе нешто мекши звук и неке од најуспешнијих рок балада ´90-их година.
Песме, односно видео-спотови "Don't Cry", "November Rain"  и "Estranged" чине неку врсту трилогије, који на крају нису направљени по првобитној замисли због отезања и померања рокова (а и раскида Аксела Роуза са Стефани Симор). На крају видео-спота "November Rain" пише да се темељи на причи "Без тебе" објављеној у књизи "Језик страха" писца хорора Дела Џејмса, иначе доброг пријатеља Аксела Роуза (причу можете прочитати овде). Та три видео-спота спадају у међу најскупље икада направљене, а одскачу и својим трајањем.
Песма "You Could Be Mine" је направљена за филмски хит из 1991. године Терминатор 2: Судњи дан с Арнолдом Шварценегером у главној улози и у видео-споту се измењује наступ Ганса са сценама и бројним ефектима из филма.
На концерту у Токију фебруара 1992. снимљени су материјали за DVD на којима су, између осталих, изврсне соло деонице Сорума и Слеша за тему филма Кум.
У априлу 1992. Ганс ен роузи наступају и на Концерту у част Фредија Меркјурија изводећи "Paradise City" и "Knockin' on Heaven's Door", Аксел и Квин изводе "We Will Rock You" и непоновљива "Bohemian Rhapsody" у дуету Аксела и Елтона Џона.
У августу 1992. за време мини турнеје с хеви-метал бендом Металика на Олимпијском стадиону у Монтреалу, фронтмен Металике, Џејмс Хетфилд, добио је опекотине пришавши преблизу пиротехници. Металика је отказала свој део наступа, требало је да Ганси одраде свој део, али су извели свега неколико песама, Аксел се извлачио на проблеме с гласом, и опет су настали нереди. Исте године у септембру на MTV Video Music Award, Елтон Џон је пратио Гансе на клавиру у песми "November Rain".
Историјска турнеја се завршила у Буенос Ајресу (Аргентина), 17. јула 1993. након готово три године и више од 200 наступа. Последњи наступ у Буенос Ајресу је био и последњи заједнички наступ најуспешније поставе Ганс ен роузиса.

### Залазак
Године 1993. излази The Spaghetti Incident?, као својеврсна посвета панк бендовима, критике и нису биле тако лоше, али је то ипак било далеко од врхунца посљедних албума.
Турнеја је отказана и у групи влада стваралачко затишје, али се учестало спомиње Роузов егоизам и комуникација међу музичарима постаје све лошија. Гибли Кларк напушта бенд 1994, а исте године снимљена је обрада песме "Sympathy for the Devil" за филм "Интервју с вампиром" с Томом Крузом и Бредом Питом у главним улогама.
Састав се све више расипа, Слеш редовно свира с другим музичарима (с Мајклом Џексоном, Ленијем Кравицом), да би на крају основао сасвим нов бенд Слеш Снејкпит. Данас под именом Велвет Револвер наступају Слеш, Даф Макаган и Мет Сорум.

### Година 1997. до данас
Званичним изласком Макејгана из бенда то више нису Ганс ен роузис који су обележили историју рока. Аксел Роуз је судским путем добио право на коришћење имена и уз њега је од старе поставе остао само још Дизи Рид. Од тада рад Ганса је готово неприметан, 1999. године појављује се саундтрек (песма "Oh My God") за филм "Крај дана" с Арнолдом Шварценегером у главној улози.
Године 2000. објављено је да бенд ради на новом албуму Chinese Democracy, посљедњи телевизијски наступ био је на MTV Video Music Awards у Њујорку у септембру 2002. године, а музички магазин Ку (енгл. Q) је исте године уврстио Ганс ен роузис на своју листу "50 бендова које треба видети пре смрти".
У септембру 2005. појавила се гласина да Ганси раде песму за саундтрек филма "Да Винчијев код".
Последња информација је да албум Chinece Democracy дефинитивно излази 2006. године.
Тренутну поставу Ганса сачињавају певач Аксел Роуз, соло гитара Слеш, бас гитара Даф Макејган, Дизи Рид, Френк Ферер и Ричард Фортус.
Бенд је тренутно на једној од 5 најуспешнијих турнеја икада - Not in this Lifetime Tour .
Велвет Револвер је био нови бенд састављен од бивших чланова Ганса (Слеш, Даф Макаган, и Мет Сорум) и певача Скота Вејланда и гитаристе Дејва Кушнера који је Слеш окупио касније, након што је изашао из Ганса.
Ганс ен роузис је засигурно један од 5 најуспешнијих и најутицајнијих рок бендова свих времена, с обзиром на то да се њихова музика слуша чак тридесет година касније и да они и даље увелико одржавају концерте широм света.

## Концерт у Београду
Ганс ен роузис одржао је 23. септембра 2010. незабораван концерт у Београдској арени. Током наступа који је трајао два и по сата, бенд је извео неколико нумера са свог последњег албума "Chinese democracy", али и скоро све старе хитове, који нису звучали ништа слабије у односу на период од пре двадесетак година, тако да је састав, за који су скоро сви присутни давно изгубили сваку наду да ћи их икада чути уживо, пружио својеврстан спектакл скоро пуној Београдској арени. По речима организатора, чланови Ганса су били презадовољни после наступа за који кажу да им је био један од најбољих на турнеји. За људе који су били у „Арени“ ту нема никакве дилеме, јер Роуз је звучао одлично, као и остатак бенда, а атмосфера у хали ће се дуго препричавати. Уосталом, другачије и није могло да буде када се погледа застрашујућа листа мегахитова које Ганси имају на репертоару. Довољно је само поменути врисак публике који се проломио након првог акорда нумере „Sweet Child O’ Mine“ током које је Аксел раширио српску заставу коју му је добацио један од обожавалаца, песму „Don’t Cry“ коју публика сама пева (Аксел се придружио на самом крају), феноменалну „November Rain“... Наступ за памћење су завршили на једини могући начин - песмом „Paradise City“.

## Дискографија

### Студијски албуми
- (31. јул 1987)
- (06. децембра 1988)
- (17. септембра 1991)
- (17. септембра 1991)
- (12. јануара 1993)
- (23. новембра 2008)

### Албуми уживо и компилације
- (22. новембра 1999)
- (23. марта 2004)
- (нова верзија)

### Видео издања
- (Светска турнеја - 1992 Токио), (DVD/ВХС)
- (Светска турнеја - 1992 Токио), (DVD/ВХС)
- (DVD/ВХС)